# ASB Classic 2012 - Qualificazioni singolare
Le qualificazioni del singolare  dell'ASB Classic 2012 sono state un torneo di tennis preliminare per accedere alla fase finale della manifestazione. I vincitori dell'ultimo turno sono entrati di diritto nel tabellone principale. In caso di ritiro di uno o più giocatori aventi diritto a questi sono subentrati i lucky loser, ossia i giocatori che hanno perso nell'ultimo turno ma che avevano una classifica più alta rispetto agli altri partecipanti che avevano comunque perso nel turno finale.

## Teste di serie
1. Anne Keothavong (ultimo turno)
2. Pauline Parmentier (secondo turno)
3. Mathilde Johansson (primo turno)
4. Sofia Arvidsson (secondo turno)

1. Romina Oprandi (secondo turno)
2. Irina Falconi (secondo turno)
3. Alizé Cornet (primo turno)
4. Kristina Barrois (primo turno)

## Qualificate
1. Jamie Hampton
2. Aravane Rezaï

1. Alison Riske
2. Karolína Plíšková

## Tabellone qualificazioni

### 1ª sezione
|  | Primo turno       | Primo turno        | Primo turno        | Primo turno | Primo turno |  |  | Secondo turno | Secondo turno     | Secondo turno     | Secondo turno | Secondo turno |   |   | Ultimo turno | Ultimo turno    | Ultimo turno    | Ultimo turno | Ultimo turno |  |
|  |                   |                    |                    |             |             |  |  |               |                   |                   |               |               |   |   |              |                 |                 |              |              |  |
|  | 1                 | Anne Keothavong    | Anne Keothavong    | 6           | 6           |  |  |               |                   |                   |               |               |   |   |              |                 |                 |              |              |  |
|  | WC                | Emily Fanning      | Emily Fanning      | 3           | 4           |  |  | 1             | Anne Keothavong   | Anne Keothavong   | 6             | 6             |   |   |              |                 |                 |              |              |  |
|  |                   | Varvara Lepchenko  | Varvara Lepchenko  | 6           | 7           |  |  |               | Varvara Lepchenko | Varvara Lepchenko | 3             | 3             |   |   |              |                 |                 |              |              |  |
|  | WC                | Petra Rampre       | Petra Rampre       | 2           | 5           |  |  |               |                   |                   |               |               |   |   | 1            | Anne Keothavong | Anne Keothavong | 1            | 4            |  |
|  | Jamie Hampton     | Jamie Hampton      | Jamie Hampton      | 7           | 6           |  |  |               |                   |                   | Jamie Hampton | Jamie Hampton | 6 | 6 |              |                 |                 |              |              |  |
|  | Andrea Hlaváčková | Andrea Hlaváčková  | Andrea Hlaváčková  | 5           | 3           |  |  |               | Jamie Hampton     | Jamie Hampton     | 6             | 6             |   |   |              |                 |                 |              |              |  |
|  |                   | Aleksandra Wozniak | Aleksandra Wozniak | 1           | 4           |  |  | 6             | Irina Falconi     | Irina Falconi     | 4             | 2             |   |   |              |                 |                 |              |              |  |
|  | 6                 | Irina Falconi      | Irina Falconi      | 6           | 6           |  |  |               |                   |                   |               |               |   |   |              |                 |                 |              |              |  |

### 2ª sezione
|  | Primo turno             | Primo turno             | Primo turno    | Primo turno | Primo turno |  |  | Secondo turno | Secondo turno      | Secondo turno      | Secondo turno   | Secondo turno   |   |   | Ultimo turno  | Ultimo turno  | Ultimo turno  | Ultimo turno | Ultimo turno |  |
|  |                         |                         |                |             |             |  |  |               |                    |                    |                 |                 |   |   |               |               |               |              |              |  |
|  | 2                       | Pauline Parmentier      | 6              | 0           |             |  |  |               |                    |                    |                 |                 |   |   |               |               |               |              |              |  |
|  |                         | Sharon Fichman          | 2              | 0           | r           |  |  | 2             | Pauline Parmentier | Pauline Parmentier | 4               | 4               |   |   |               |               |               |              |              |  |
|  | Noppawan Lertcheewakarn | Noppawan Lertcheewakarn | 4              | 6           | 3           |  |  |               | Aravane Rezaï      | Aravane Rezaï      | 6               | 6               |   |   |               |               |               |              |              |  |
|  | Aravane Rezaï           | Aravane Rezaï           | 6              | 1           | 6           |  |  |               |                    |                    |                 |                 |   |   | Aravane Rezaï | Aravane Rezaï | Aravane Rezaï | 6            | 6            |  |
|  | Sania Mirza             | Sania Mirza             | 6              | 5           | 3           |  |  |               |                    | Coco Vandeweghe    | Coco Vandeweghe | Coco Vandeweghe | 4 | 4 |               |               |               |              |              |  |
|  | Coco Vandeweghe         | Coco Vandeweghe         | 1              | 7           | 6           |  |  |               | Coco Vandeweghe    | Coco Vandeweghe    | 7               | 6               |   |   |               |               |               |              |              |  |
|  |                         | Dia Evtimova            | Dia Evtimova   | 4           | 1           |  |  | 5             | Romina Oprandi     | Romina Oprandi     | 5               | 2               |   |   |               |               |               |              |              |  |
|  | 5                       | Romina Oprandi          | Romina Oprandi | 6           | 6           |  |  |               |                    |                    |                 |                 |   |   |               |               |               |              |              |  |

### 3ª sezione
|  | Primo turno       | Primo turno        | Primo turno       | Primo turno | Primo turno |  |  | Secondo turno     | Secondo turno     | Secondo turno     | Secondo turno | Secondo turno |    |   | Ultimo turno    | Ultimo turno    | Ultimo turno | Ultimo turno | Ultimo turno |  |
|  |                   |                    |                   |             |             |  |  |                   |                   |                   |               |               |    |   |                 |                 |              |              |              |  |
|  | 3                 | Mathilde Johansson | 2                 | 7           | 1           |  |  |                   |                   |                   |               |               |    |   |                 |                 |              |              |              |  |
|  |                   | Regina Kulikova    | 6                 | 63          | 6           |  |  | Regina Kulikova   | Regina Kulikova   | Regina Kulikova   | 7             | 6             |    |   |                 |                 |              |              |              |  |
|  | Iryna Brémond     | Iryna Brémond      | Iryna Brémond     | 64          | 4           |  |  | Kristýna Plíšková | Kristýna Plíšková | Kristýna Plíšková | 68            | 1             |    |   |                 |                 |              |              |              |  |
|  | Kristýna Plíšková | Kristýna Plíšková  | Kristýna Plíšková | 7           | 6           |  |  |                   |                   |                   |               |               |    |   | Regina Kulikova | Regina Kulikova | 2            | 7            | 2            |  |
|  | Erika Sema        | Erika Sema         | 4                 | 7           | 0           |  |  |                   |                   | Alison Riske      | Alison Riske  | 6             | 63 | 6 |                 |                 |              |              |              |  |
|  | Alison Riske      | Alison Riske       | 6                 | 69          | 6           |  |  | Alison Riske      | Alison Riske      | Alison Riske      | 6             | 6             |    |   |                 |                 |              |              |              |  |
|  |                   | Kurumi Nara        | Kurumi Nara       | 6           | 6           |  |  | Kurumi Nara       | Kurumi Nara       | Kurumi Nara       | 3             | 1             |    |   |                 |                 |              |              |              |  |
|  | 8                 | Kristina Barrois   | Kristina Barrois  | 4           | 1           |  |  |                   |                   |                   |               |               |    |   |                 |                 |              |              |              |  |

### 4ª sezione
|  | Primo turno       | Primo turno       | Primo turno       | Primo turno | Primo turno |  |  | Secondo turno | Secondo turno     | Secondo turno     | Secondo turno     | Secondo turno     |   |   | Ultimo turno | Ultimo turno | Ultimo turno | Ultimo turno | Ultimo turno |  |
|  |                   |                   |                   |             |             |  |  |               |                   |                   |                   |                   |   |   |              |              |              |              |              |  |
|  | 4                 | Sofia Arvidsson   | Sofia Arvidsson   | 6           | 6           |  |  |               |                   |                   |                   |                   |   |   |              |              |              |              |              |  |
|  |                   | Eva Birnerová     | Eva Birnerová     | 0           | 1           |  |  | 4             | Sofia Arvidsson   | Sofia Arvidsson   | 3                 | 1                 |   |   |              |              |              |              |              |  |
|  |                   | Bibiane Schoofs   | 6                 | 64          | 3           |  |  | WC            | Mónica Puig       | Mónica Puig       | 6                 | 6                 |   |   |              |              |              |              |              |  |
|  | WC                | Mónica Puig       | 2                 | 7           | 6           |  |  |               |                   |                   |                   |                   |   |   | WC           | Mónica Puig  | Mónica Puig  | 3            | 3            |  |
|  | Jill Craybas      | Jill Craybas      | Jill Craybas      | 64          | 0           |  |  |               |                   |                   | Karolína Plíšková | Karolína Plíšková | 6 | 6 |              |              |              |              |              |  |
|  | Karolína Plíšková | Karolína Plíšková | Karolína Plíšková | 7           | 6           |  |  |               | Karolína Plíšková | Karolína Plíšková | 6                 | 6                 |   |   |              |              |              |              |              |  |
|  | WC                | Claire Feuerstein | Claire Feuerstein | 6           | 6           |  |  | WC            | Claire Feuerstein | Claire Feuerstein | 2                 | 3                 |   |   |              |              |              |              |              |  |
|  | 7                 | Alizé Cornet      | Alizé Cornet      | 1           | 4           |  |  |               |                   |                   |                   |                   |   |   |              |              |              |              |              |  |